# Setodes atipunya
Setodes atipunya är en nattsländeart som beskrevs av Schmid 1987. Setodes atipunya ingår i släktet Setodes och familjen långhornssländor. Inga underarter finns listade i Catalogue of Life.